# リュクス川
リュクスあるいはリュコス(ギリシア語: Λύκος)は、ビテュニアの古代の川である。それは、ビテュニアの東部を西の方角へ流れて、ヘラクレア・ポンティカのすぐ南20スタディア（約3.6km）で黒海（ポントゥス・ユークシヌス）へと注いでいた。その川の幅は、2プレトラ（約60m）だったといわれ、河口の近くの平野は、カンプス・リュカエウス（リュカエウスの野原）という名前がついていた。(カリュアンダのスキュラクス(en:Scylax of Caryanda), p. 34; Orph. Argon. 720; アッリアノス, 『黒海周航記』. p. 14; 作者不詳, Peripl. p. 3; クセノポン, 『アナバシス』. vi. 2. § 3; オウィディウス. 『黒海からの手紙』(Epistulae ex ponto). x. 47; ヘラクレアのメムノン(en:Memnon of Heraclea), ap. フォティオス 51; ガイウス・プリニウス・セクンドゥス, vi. 1, 彼はヘラクレアは川沿いに位置すると誤って述べた。)